# Tavaux-et-Pontséricourt
Tavaux-et-Pontséricourt és un municipi francès situat al departament de l'Aisne i a la regió dels Alts de França. L'any 2007 tenia 561 habitants.

## Demografia

### Població
El 2007 la població de fet de Tavaux-et-Pontséricourt era de 561 persones. Hi havia 223 famílies de les quals 68 eren unipersonals (34 homes vivint sols i 34 dones vivint soles), 72 parelles sense fills, 75 parelles amb fills i 8 famílies monoparentals amb fills.
La població ha evolucionat segons el següent gràfic:
Habitants censats

### Habitatges
El 2007 hi havia 260 habitatges, 226 eren l'habitatge principal de la família, 19 eren segones residències i 15 estaven desocupats. 257 eren cases i 1 era un apartament. Dels 226 habitatges principals, 193 estaven ocupats pels seus propietaris, 31 estaven llogats i ocupats pels llogaters i 3 estaven cedits a títol gratuït; 1 tenia una cambra, 6 en tenien dues, 34 en tenien tres, 57 en tenien quatre i 129 en tenien cinc o més. 150 habitatges disposaven pel capbaix d'una plaça de pàrquing. A 97 habitatges hi havia un automòbil i a 99 n'hi havia dos o més.

### Piràmide de població
La piràmide de població per edats i sexe el 2009 era:
| Homes | Edats   | Dones |
| ----- | ------- | ----- |
| 0     | 95 o +  | 0     |
| 4     | 90 a 94 | 0     |
| 0     | 85 a 89 | 12    |
| 4     | 80 a 84 | 4     |
| 12    | 75 a 79 | 12    |
| 0     | 70 a 74 | 12    |
| 36    | 65 a 69 | 16    |
| 16    | 60 a 64 | 24    |
| 12    | 55 a 59 | 20    |
| 32    | 50 a 54 | 4     |
| 20    | 45 a 49 | 28    |
| 16    | 40 a 44 | 20    |
| 24    | 35 a 39 | 16    |
| 20    | 30 a 34 | 12    |
| 12    | 25 a 29 | 24    |
| 16    | 20 a 24 | 4     |
| 16    | 15 a 19 | 12    |
| 12    | 10 a 14 | 20    |
| 40    | 5 a 9   | 24    |
| 20    | 0 a 4   | 8     |

## Economia
El 2007 la població en edat de treballar era de 361 persones, 234 eren actives i 127 eren inactives. De les 234 persones actives 205 estaven ocupades (119 homes i 86 dones) i 29 estaven aturades (12 homes i 17 dones). De les 127 persones inactives 45 estaven jubilades, 31 estaven estudiant i 51 estaven classificades com a «altres inactius».

### Ingressos
El 2009 a Tavaux-et-Pontséricourt hi havia 235 unitats fiscals que integraven 585 persones, la mediana anual d'ingressos fiscals per persona era de 15.382 €.

### Activitats econòmiques
Dels 22 establiments que hi havia el 2007, 1 era d'una empresa extractiva, 1 d'una empresa alimentària, 3 d'empreses de fabricació de material elèctric, 1 d'una empresa de fabricació d'altres productes industrials, 6 d'empreses de construcció, 2 d'empreses de comerç i reparació d'automòbils, 2 d'empreses de transport, 1 d'una empresa d'informació i comunicació, 3 d'empreses de serveis, 1 d'una entitat de l'administració pública i 1 d'una empresa classificada com a «altres activitats de serveis».
Dels 6 establiments de servei als particulars que hi havia el 2009, 2 eren paletes, 3 lampisteries i 1 perruqueria.
Dels 2 establiments comercials que hi havia el 2009, 1 era una botiga de menys de 120 m² i 1 una fleca.
L'any 2000 a Tavaux-et-Pontséricourt hi havia 14 explotacions agrícoles.

## Equipaments sanitaris i escolars
El 2009 hi havia una escola elemental.

## Poblacions més properes
El següent diagrama mostra les poblacions més properes.